# Шида (приток Белекеса)
Шида — река в России, протекает по Башкортостану. Устье реки находится в 26 км по левому берегу реки Белекес. Длина реки составляет 10 км. Протекает через село Иглино.

## Данные водного реестра
По данным государственного водного реестра России относится к Камскому бассейновому округу, водохозяйственный участок реки — Уфа от Павловского гидроузла до водомерного поста посёлка городского типа Шакша, речной подбассейн реки — Белая. Речной бассейн реки — Кама.
Код объекта в государственном водном реестре — 10010201212111100024084.